# Achillas
Achillas (altgriechisch Ἀχιλλᾶς Achillás; † 48 v. Chr.) war ein Feldherr der königlichen Truppen  des ägyptischen Königs Ptolemaios XIII. Er kämpfte 48 v. Chr. gegen Gaius Iulius Caesar während dessen Aufenthalt in Alexandria und wurde auf Befehl von Arsinoë IV., der Schwester des Königs, hingerichtet.

## Machtstellung
Da nach dem Tod des ägyptischen Königs Ptolemaios XII. Neos Dionysos (51 v. Chr.) dessen Sohn Ptolemaios XIII. minderjährig auf den Thron kam, übten drei mächtige Männer für ihn die Regentschaft aus: An der Spitze stand der Eunuch Potheinos, daneben fungierten der Ägypter Achillas als Feldherr der königlichen Truppen und Theodotos von Chios als Lehrer des jungen Königs. Diese Gruppe setzte auch die Vertreibung der Schwester und Mitregentin des Ptolemaios XIII., der berühmten Kleopatra VII., durch (Herbst 49 v. Chr.), da diese allein regieren wollte.

## Ermordung des Pompeius
Kleopatra warb in Syrien Söldner und marschierte dann gegen den ägyptischen Grenzposten Pelusion; offenbar wollte sie militärisch ihre Herrschaft zurückerlangen Ptolemaios XIII. zog ihr mit seinen drei Ratgebern und der ptolemäischen Armee entgegen. Die Zahl der Truppen des Achillas belief sich auf etwa 20.000 Mann. Sie lagerten nicht weit von Kleopatras Heer entfernt, als der römische Feldherr Gnaeus Pompeius Magnus nach seiner Niederlage in der Schlacht bei Pharsalos flüchtend an Ägyptens Küste erschien und um Aufnahme bat. Potheinos beschloss jedoch in einer Sitzung des Regentschaftsrats, Pompeius ermorden zu lassen, um sich nicht den Sieger Gaius Iulius Caesar zum Feind zu machen und Ägypten aus dem römischen Machtkampf herauszuhalten. Achillas führte diesen Auftrag aus. Er fuhr mit ein paar Getreuen in einem Kahn zur Flotte des Pompeius. Dieser wurde vom römischen Tribunen Lucius Septimius, den er aus früheren Kriegen kannte, überredet, zu Achillas ins Boot zu steigen, wo er erstochen wurde.

## Rolle und Tod des Achillas im Alexandrinischen Krieg
Als Caesar jedoch schon zwei Tage später (am 27. Juli 48 v. Chr. nach dem julianischen Kalender) vor Alexandria erschien, war er nicht zufrieden und marschierte mit seinen Soldaten in die Stadt ein. Ptolemaios XIII. und Potheinos begaben sich zwar zu Caesar, ließen aber Achillas mit seinem einsatzbereiten Heer bei Pelusion zurück. Kleopatra konnte zu Caesar vordringen und ihn für sich gewinnen, so dass der Einfluss des Potheinos und seiner Verbündeten schwinden musste. Daher rief der Eunuch Achillas von Pelusion nach Alexandria im berechtigten Vertrauen auf die Stärke des ptolemäischen Heeres, das den Truppen Caesars zahlenmäßig um das Fünffache überlegen war. Die Alexandriner empfingen Achillas begeistert und unterstützten ihn nach Kräften; damit begann der Alexandrinische Krieg. Der überraschte Caesar musste sich im Palastviertel verschanzen und nahm die Königsfamilie als Geisel. Der jüngeren Schwester Kleopatras, Arsinoë IV., gelang jedoch mit ihrem Erzieher Ganymedes die Flucht zu den Truppen des Achillas. Die Königstochter wollte nun aber vor allem ihre eigene Stellung bei den Ägyptern stärken und daher den bisherigen Feldherrn loswerden. Potheinos unterstützte Achillas durch Boten, wurde aber deswegen von Caesar hingerichtet. Ganymedes wiederum erreichte mit Hilfe der Arsinoë die Exekution des Achillas und übernahm den weiteren Kampf gegen Caesar.